# Вітольд Ровіцький
Вітольд Ровіцький (пол. Witold Rowicki, справжнє прізвище Калка, пол. Kałka; 26 лютого 1914, Таганрог — 1 жовтня 1989, Варшава) — польський диригент.
Закінчив Краківську консерваторію (1938), по закінченні викладав в ній. В 1945 відновив розпущений через війну симфонічний оркестр Польського радіо в Катовицях і керував їм протягом двох перших сезонів, поступившись потім місце довоєнному керівникові оркестру Гжегожу Фітельбергу. З 1950 г. до 1955 г. і знову в 1958—1977 рр. Ровіцький очолював Варшавський філармонічний оркестр; дав на чолі оркестру більше 300 гастрольних концертів за межами Польщі. В 1965—1966 рр. був також художнім керівником Варшавської опери, 20 листопада 1965 г. диригував оперою станислава Монюшко «Страшний двір», урочисто представленої з нагоди завершення відбудовних робіт у зруйнованому війною будинку опери.
Після 1977 року виступав, головним чином, як запрошений диригент, співпрацюючи з провідними світовими оркестрами; серед колективів, що виступали під керівництвом Ровіцького, — три ведучі оркестру Лондона (лондонський симфонічний, королівський філармонічний і «філармонія»), Клівлендський оркестр, Філадельфійський оркестр. Втім, в 1983—1985 рр. Ровіцький очолював Бамбергський симфонічний оркестр.
Ровіцький записав близько 100 дисків для польського звукозапису, лейблів Philips і EMI. Багато записів були визнані гідними різних премій: зокрема, запис всіх симфоній й увертюр А.Дворжака з Лондонським симфонічним оркестром одержав Grand Prix du Disque Академії Шарля Кро.

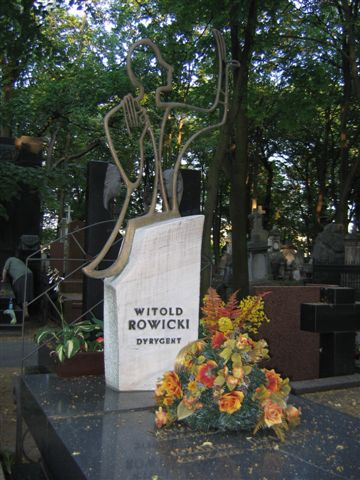
Надгробок Вітольда Ровіцького на Повонзківському цвинтарі у Варшаві